# ألويس وايس
ألويس وايس (بالألمانية: Alois Weiß)‏ هو منفذ الاعدام ألماني، ولد في 16 أكتوبر 1906 في Ruma ‏ في صربيا، وتوفي في 26 فبراير 1969 في اشتراوبينغ في ألمانيا.